# Лелека-молюскоїд африканський
Лелека-молюскоїд африканський (Anastomus lamelligerus) — вид птахів родини лелекових (Ciconiidae).

## Поширення
Вид поширений в Субсахарській Африці, за виключенням тропічних регіонів — від Малі до Сомалі і на південь до ПАР. Також трапляється на заході Мадагаскару. Мешкає на заплавах річок, болотах, ставках, мілководних озерах тощо.

## Опис
Великий птах, завдовжки 80–94 см, вагою 1–1,3 кг. Оперення чорне з зеленим, коричневим та фіолетовим кольором відтінком. Дзьоб коричневий, досить великий та міцний. При закритому дзьобі, між двома його частинами є досить великий проміжок. Ноги чорні.

## Спосіб життя
Мешкає на водоймах, де трапляються прісноводні молюски, які є основою раціону птаха. Також живиться наземними равликами, жабами, раками, рибою, хробаками та великими комахами. Розмножується під час сезону дощів. Гніздиться невеликими колоніями на деревах. Гніздо будується з гілокта очерету, і має приблизно 50 см завширшки. У гнізді 3–4 білі яйця. Інкубація триває 25–30 днів. Пташенята залишають гніздо через 50–55 днів.

## Галерея

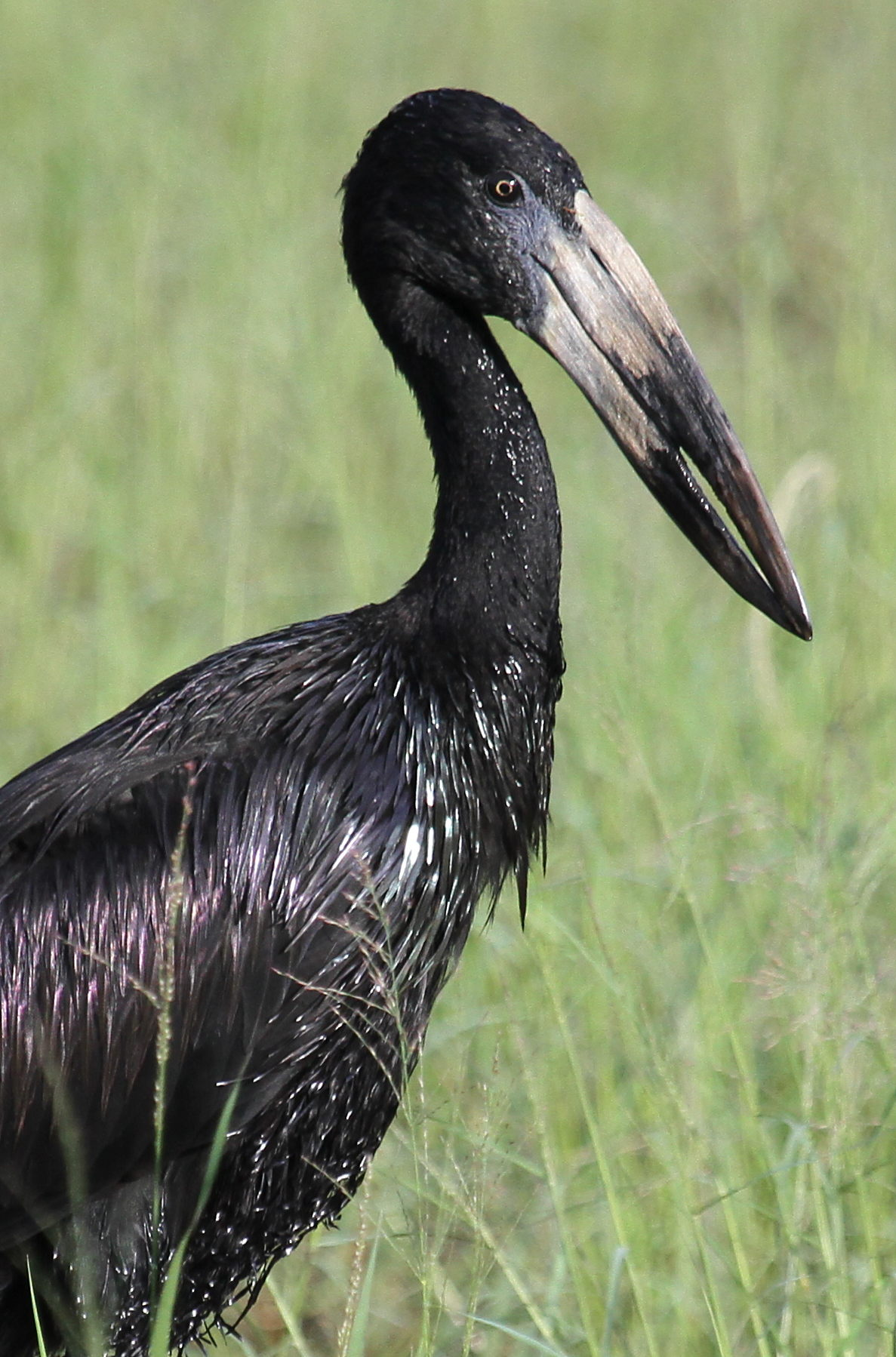
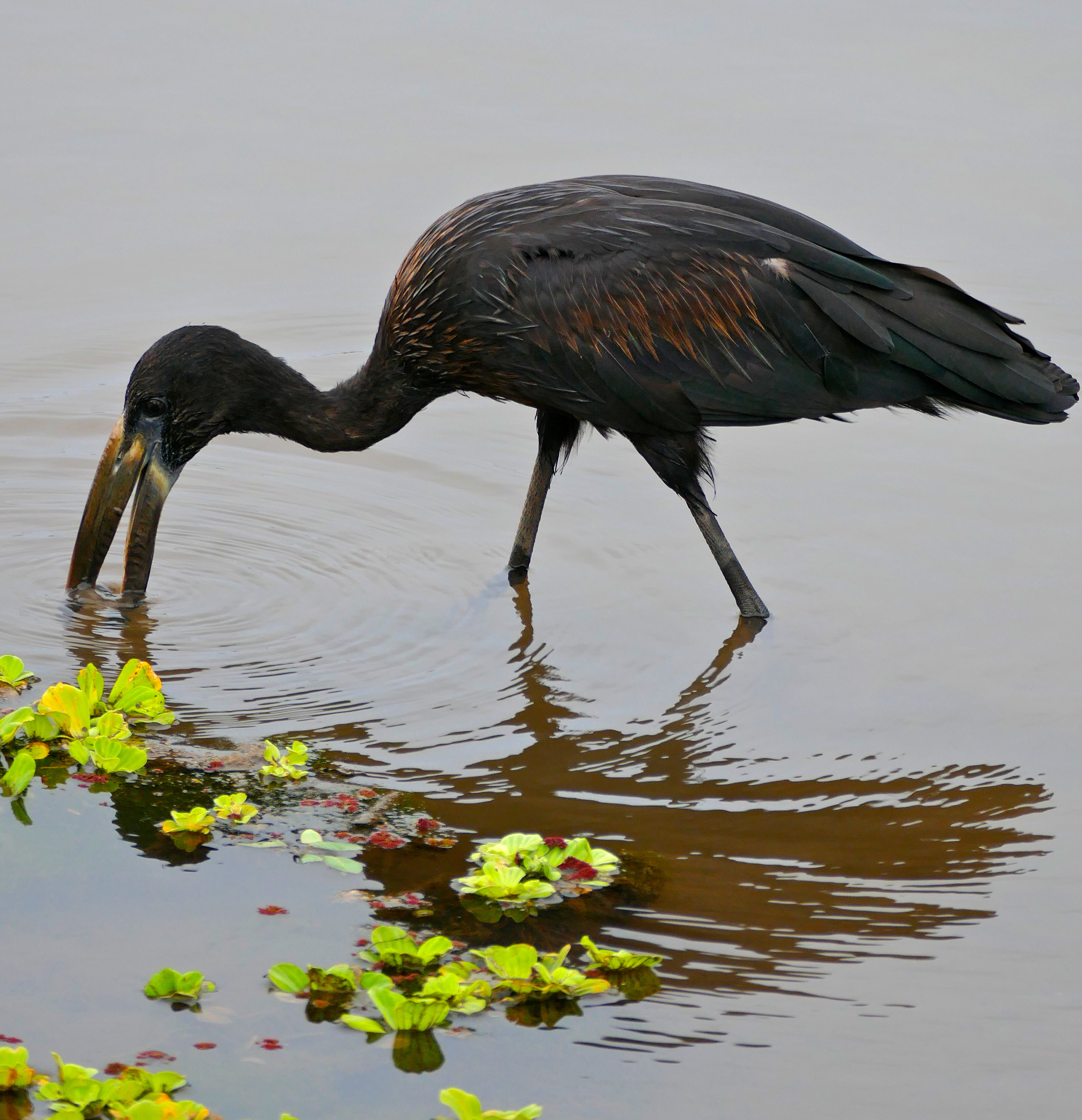
в пошуках їжі
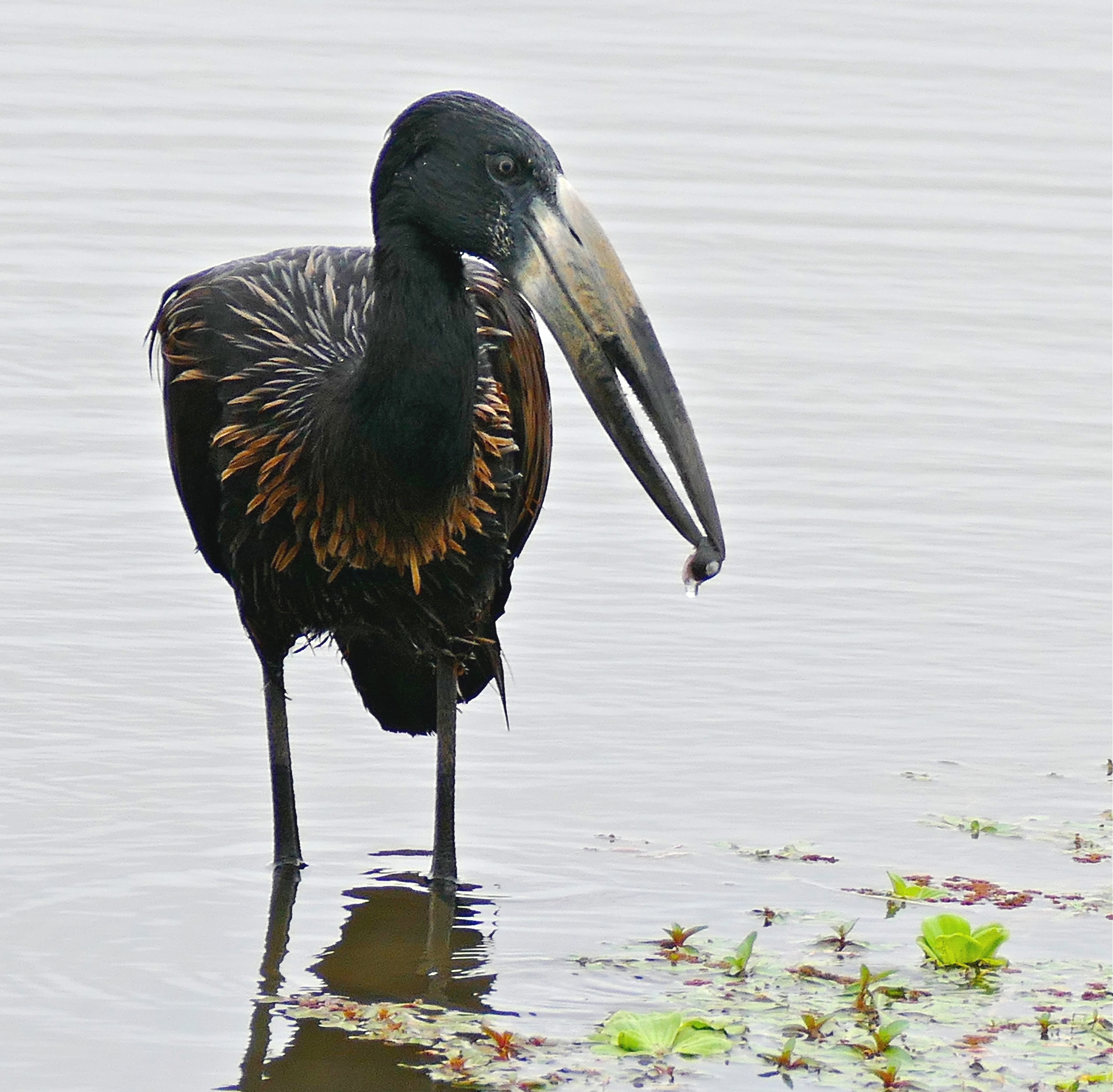
Із прісноводним равликом
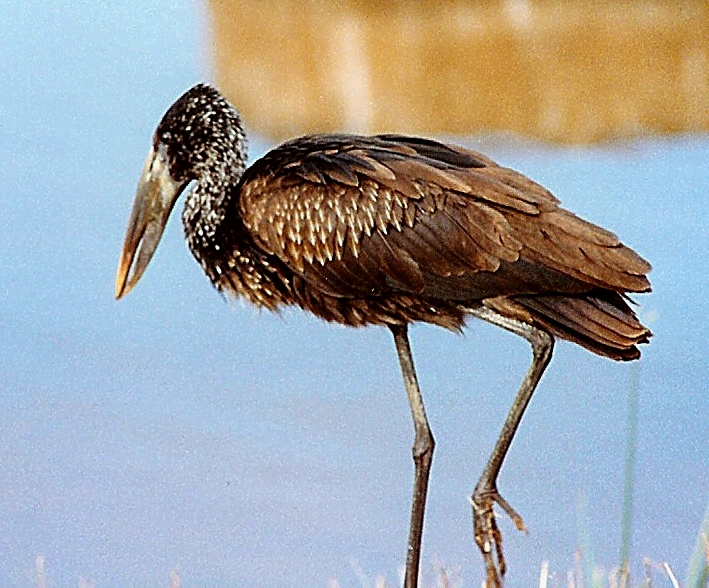
Молодий птах
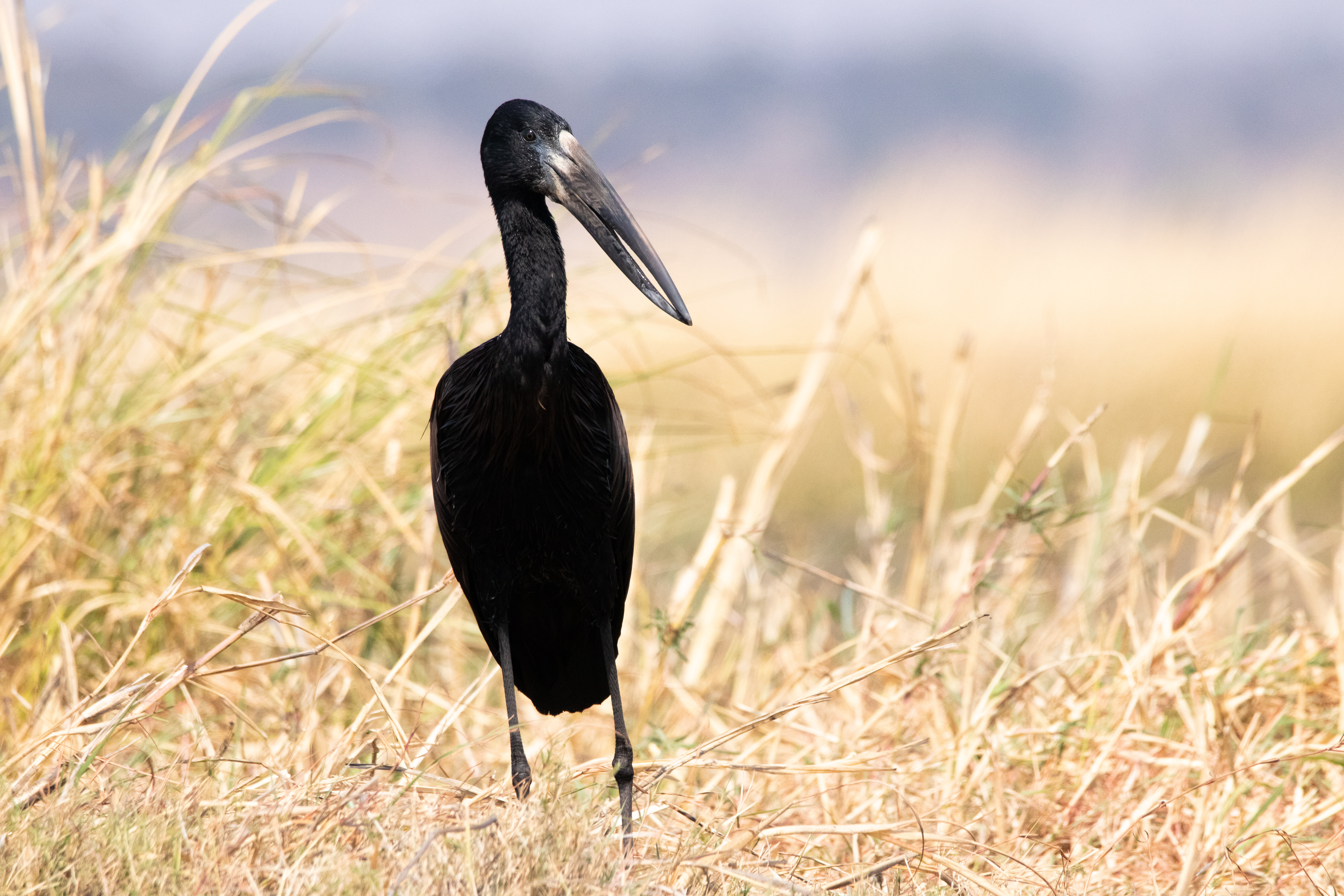

| Птах | Це незавершена стаття з орнітології. Ви можете допомогти проєкту, виправивши або дописавши її. |